# Żona fil-Baħar fl-inħawi tal-Graben tat-Tramuntana ta´ Għawdex
Żona fil-Baħar fl-inħawi tal-Graben tat-Tramuntana ta´ Għawdex este o arie protejată (sit de importanță comunitară — SCI) din Malta întinsă pe o suprafață de 39.000,59 ha, integral marine.

## Localizare
Centrul sitului Żona fil-Baħar fl-inħawi tal-Graben tat-Tramuntana ta´ Għawdex este situat la coordonatele 36°11′27″N 14°14′01″E / 36.1908°N 14.2336°E.

## Înființare
Situl Żona fil-Baħar fl-inħawi tal-Graben tat-Tramuntana ta´ Għawdex a fost declarat sit de importanță comunitară în iunie 2018 pentru a proteja 2 specii de animale.

## Biodiversitate
Situată în ecoregiunea marină mediteraneană, aria protejată conține 2 habitate naturale: Recifuri, Peșteri marine scufundate complet sau parțial.
La baza desemnării sitului se află mai multe specii protejate:
- mamifere (1): delfin mare (Tursiops truncatus)
- reptile (1): Caretta caretta